# 118
118 — невисокосний рік, що почався в суботу за григоріанським календарем.
Римська імперія •  Парфянське царство •  Кушанське царство •  Східна Хань •  Сармати

## Геополітична ситуація
Римську імперію очолює імператор Адріан (до 138). Імперія досягла своїх найбільших розмірів і займає Апеннінський, Піренейський та Балканський півострови, Галлію, частину Британії, Близький Схід, Північну Африку включно з Єгиптом. 
Наймогутніша держава центральної Азії — Парфянське царство. Наймогутніша держава Індостану — Кушанське царство. Династія Хань править у Китаї.  Корейський півострів ділять між собою Три корейські держави. 
Триває докласичний період цивілізації мая.
На території майбутньої України, в степах Причорномор'я, мешкають сармати, північніше — племена Черняхівської культури.

## Події

### Римська імперія
- Консулами Римської імперії були імператор Адріан та Гней Педаній Фуск Салінатор.
- Після придушення заворушень у Юдеї, Єгипті та Киренаїці префект Єгипту Квінт Марцій Турбон посланий придушити заворушення в Мавретанії (після 28 березня). У кінці року його відправлено на кордон по Дунаю[1].
- 9 липня імператор Адріан повернувся до Риму[2]. На вимогу Адріана четверо сенаторів Авл Корнелій Пальма Фронтоніан, Луцій Публілій Цельс, Гай Авідій Нігрін, Луцій Квієт (усі колишні консули) були страчені за звинуваченням у спробі захоплення влади[3].
- Осроена повернулася під місцеву владу з-під римського контролю.
- У Римі почалося будівництво Пантеону.

### ХаньтаХунну
- Шаньюй Хунну Финхеу здався ханьцям.

## Померли
- Авл Корнелій Пальма Фронтоніан — державний та військовий діяч Римської імперії.
- Луцій Публілій Цельс — державний та військовий діяч Римської імперії.
- Гай Авідій Нігрін — державний та військовий діяч Римської імперії.
- Луцій Квіет — державний та військовий діяч Римської імперії.
- Публій Метілій Сабін Непот — державний та військовий діяч Римської імперії.
- Великомученик Євстафій — християнський святий.